# David Hill (Mohawk)
Pour les articles homonymes, voir David Hill (homonymie) et Hill.

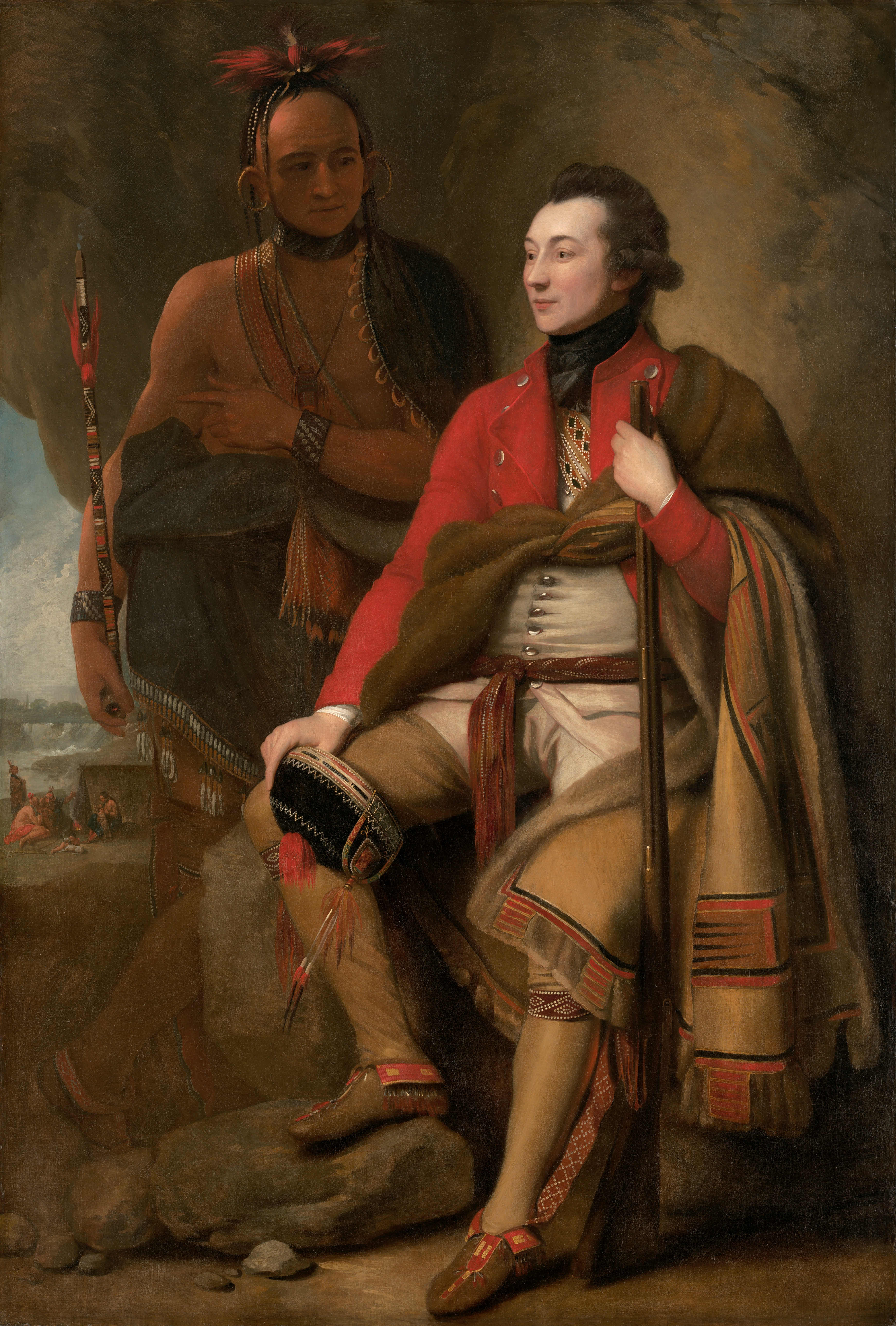
Le colonel Guy Johnson et Karonghyontye (capitaine David Hill)

David Hill (Karonghyontye) (« Flying Sky ») (12 janvier 1745 – novembre 1790,) est un chef mohawk pendant la révolution américaine. En tant que chef de guerre éminent, il est souvent surnommé « Capitaine » David Hill.

## Famille
Il est né dans le village Lower Mohawk de Tiononderoge, fils d'Aaron Hill (Oseraghete) et de Margaret Green (Tekonwanonronnih). Il est le frère d'Aaron Hill (Kanonraron), qui devient également un éminent chef de guerre pendant la révolution américaine. Il épouse Esther Spring (ou Springstead) (Dekahondagweh) vers 1770. Le couple a six enfants. Hill est membre du Bear Clan et détient le titre d'Astawenserontha ("Porteur de hochets"). Hill décède à Brantford, en Ontario, au Canada en 1790. Sa femme. Esther, décède en 1838, également à Brantford.

## Révolutionnaire américain
Comme les autres Mohawks, Hill est un loyaliste, un proche associé de William Johnson et un ami du chef de guerre mohawk Joseph Brant. Entre autres choses, David et son frère Aaron accompagnent le capitaine britannique John Munro lors de son raid sur Ballston, dans l'État de New York en 1780.